# Al Arab Al Yawm (ziar)
Al Arab Al Yawm (în arabă  العرب اليوم) este un ziar cotidian privat iordanian, în limba arabă, având sediul în Amman, Iordania.

## Istorie și profil
Al Arab Al Yawm a fost înființat în 1996. Cotidianul s-a descris ca o publicație independentă. Azzam Yunis este unul dintre foștii redactori-șefi ai ziarului, care a fost reținut în 1999, după ce mai multe articole scrise de Abu Zant au fost publicate în ziar. Începând cu 2009, Tahir Al Adwan a mai ocupat postul.
Rajaei Lemasher, un politician iordanian care a deținut funcția de vice prim-ministru, a fost proprietarul cotidianului. Acesta a fost vândut lui Elias Jreisat în 2011. Fahd Khitan a ocupat funcția de redactor-șef al ziarului până la 22 noiembrie 2011, când el și alți membri ai consiliului de redacție și-au dat demisia din cauza dezacordului cu Elias Jreisat. La sfârșitul anului 2011, Samih Maaytah a devenit președintele consiliului de redacție al ziarului, iar Muhammad Kaaoush a fost numit redactor-șef.
În 2003, se estima că tirajul zilnic era de 30.000 de exemplare. Versiunea online a ziarului a fost al 49-lea cel mai vizitat site web în 2010 în regiunea MENA.
În urma publicării unui articol care a criticat represiunea guvernului împotriva corupției și a protestelor din Al Tafila, Curtea Regală Iordaniană a cerut ziarului să șteargă articolul apărut pe site-ul său în martie 2012. Cotidianul a fost suspendat timp de 90 de zile în iulie 2013 din cauza problemelor financiare și și-a reluat publicarea la 8 decembrie 2013.